# 克羅伊采克山 (韋特施泰因山脈)
47°27′12″N 11°4′50″E / 47.45333°N 11.08056°E

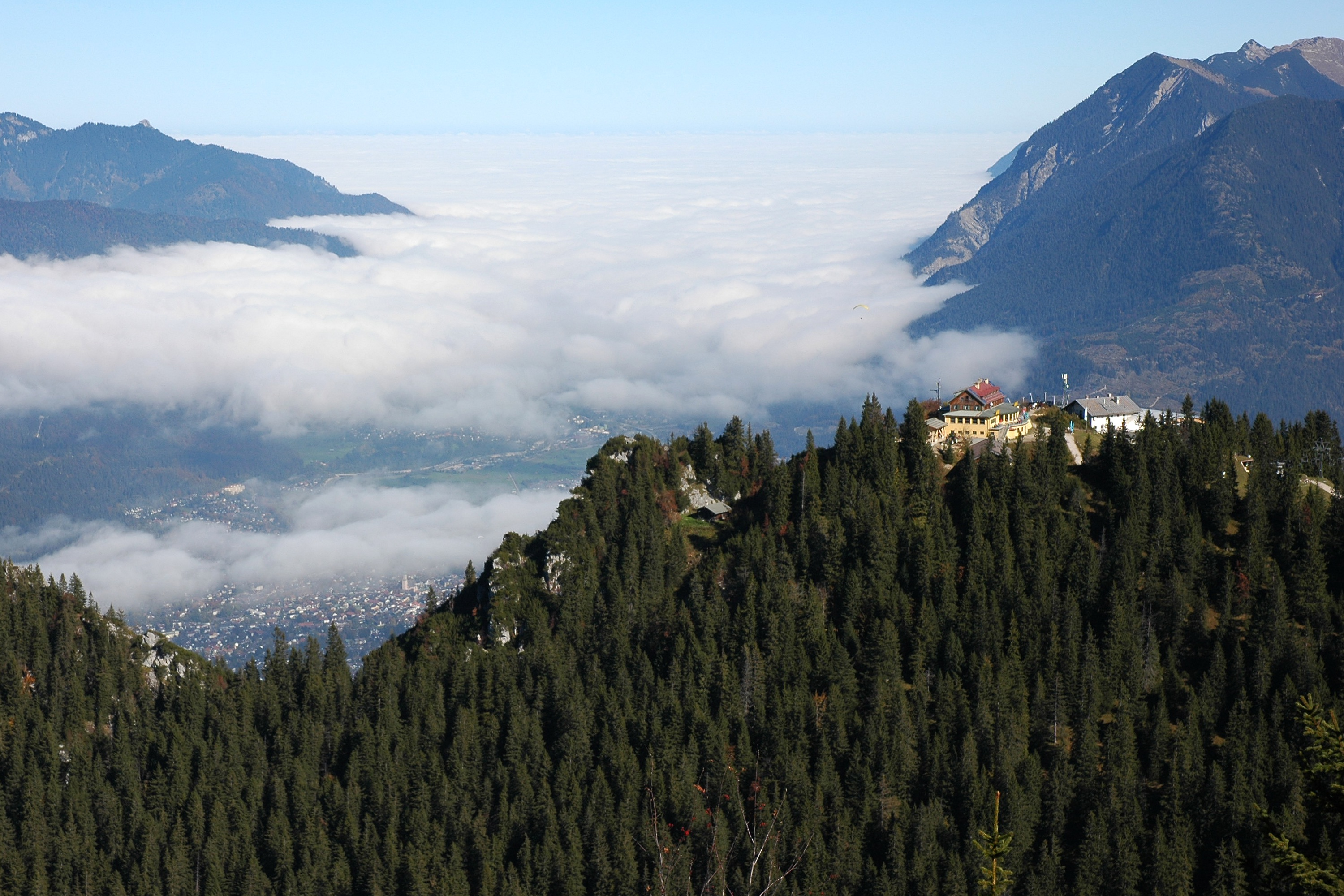

克羅伊采克山（德語：Kreuzeck），是德國的山峰，位於該國東南部，由巴伐利亞負責管轄，屬於韋特施泰因山脈的一部分，海拔高度1,651米，每年平均降雨量1,666毫米。